# Michail Klodt

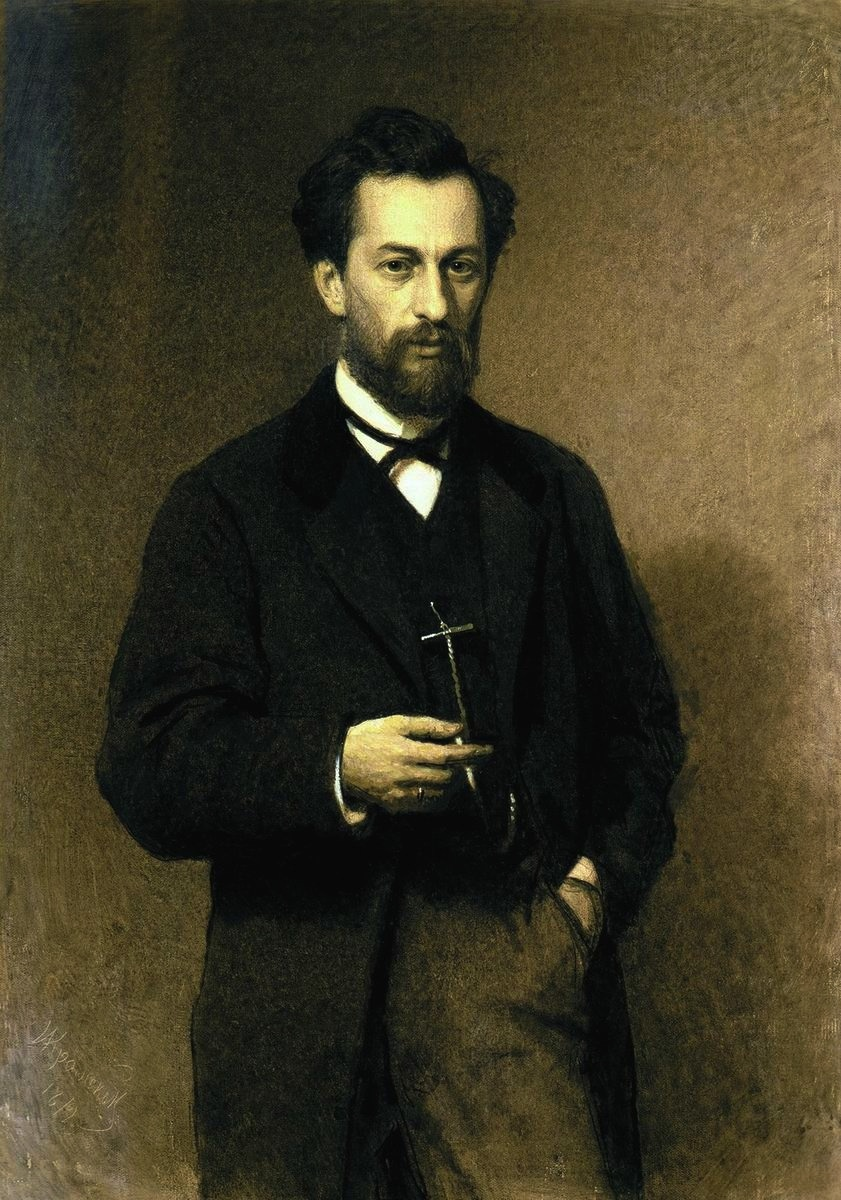
Portret van Michail Klodt (1871) door Ivan Kramskoj, Tretjakovgalerij, Moskou

Michail Konstantinovitsj Klodt baron von Jürgensburg (Russisch: Михаил Константинович Клодт фон Юргенсбург) (Sint-Petersburg, 11 januari 1832 – aldaar, 29 mei 1902) was een Russisch kunstschilder uit de realistische school en docent aan de Keizerlijke Kunstacademie in Sint-Petersburg.

## Leven en werk
Klodt werd geboren in de artistieke baronnen-familie Klodt von Jürgensburg. Zijn vader was een gerenommeerd houtgraficus, zijn oom Peter een beroemd beeldhouwer. Hij leerde tekenen en schilderen op de Keizerlijke Kunstacademie te Sint-Petersburg en kreeg vervolgens voor drie jaar een studiebeurs waarmee hij zijn studies kon vervolmaken in Frankrijk, Zwitserland en Italië. Na zijn terugkomst maakte hij nog een lange reis door Rusland.
Klodt kreeg bekendheid met de schilderijen Een Weg in de Herfst (1863), In het Veld (1872) en Boszicht in de Middag (1878). Critici prezen zijn toewijding aan het Russische landschap en zijn aandacht voor details. Hij gold als een groot voorbeeld voor Ivan Sjisjkin. Kritiek kreeg hij van Vladimir Stasov, die hem “slaafs volgen van de realiteit” verweet, daarbij verwijzend naar Klodts schilderij Koeien aan het Water (1879).
Klodt was een van de oprichters van de Peredvizjniki (“Zwervers”), hoewel hij uiteindelijk nooit volwaardig deel zou uitmaken van deze beweging. Deels had dat te maken met de scherpe kritiek die Klodt steeds bleef geven op leden van Peredvizjniki, met name op Archip Koeindzji, deels kwam het ook omdat hij zijn hoogleraarschap aan de Keizerlijke Kunstacademie nooit heeft willen opgeven.
Na 1880 heeft Klodt nauwelijks nog werk van waarde geproduceerd, vooral vanwege een afnemend zicht. Hij stierf half-blind en berooid in 1902.

## Galerij

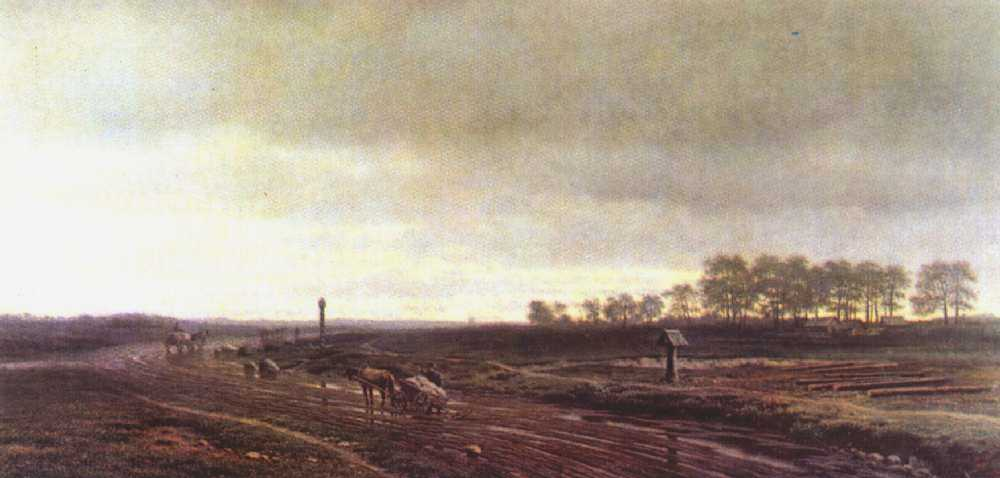
Een weg in de herfst, 1863
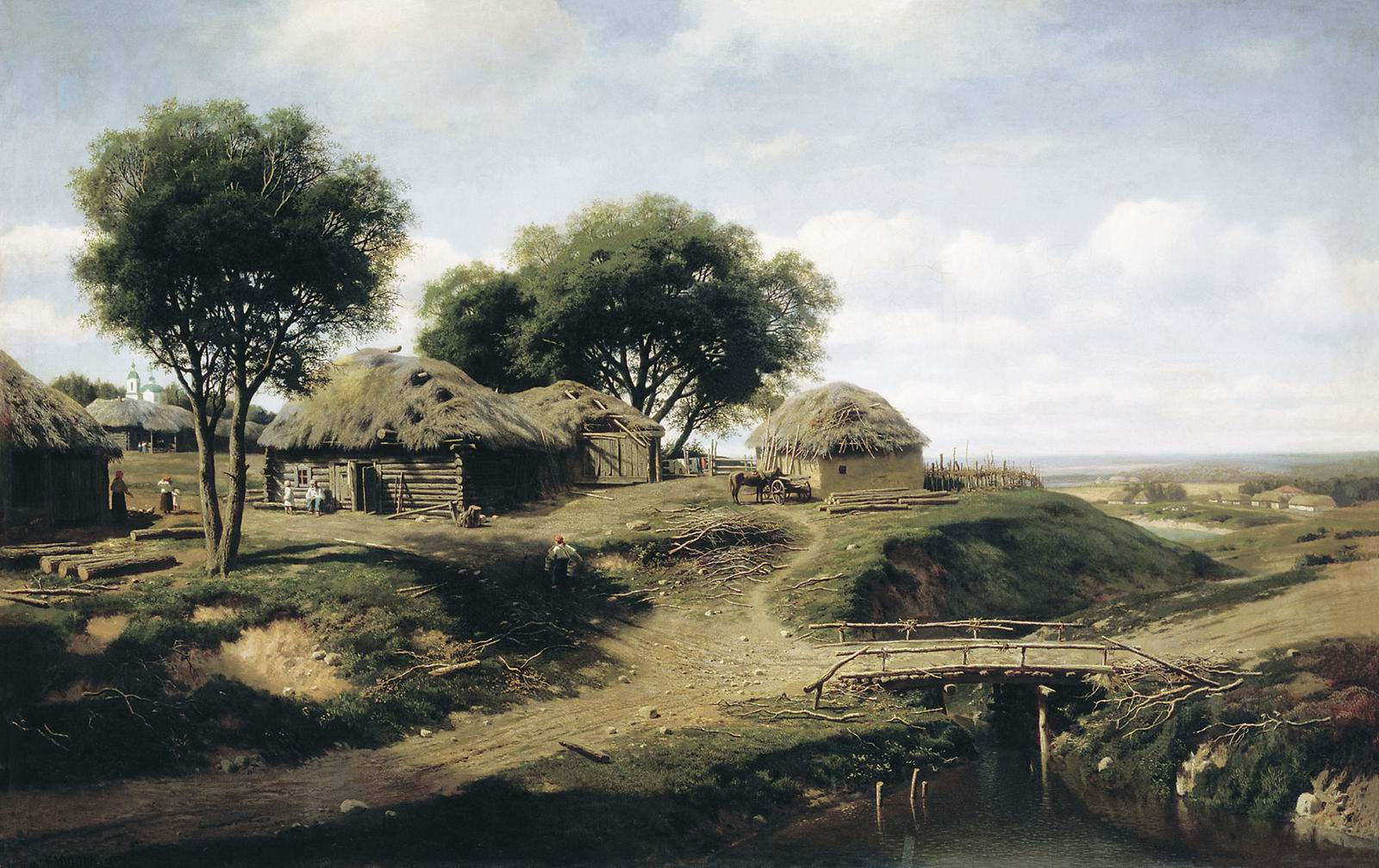
Dorp in de provincie Orel, 1864
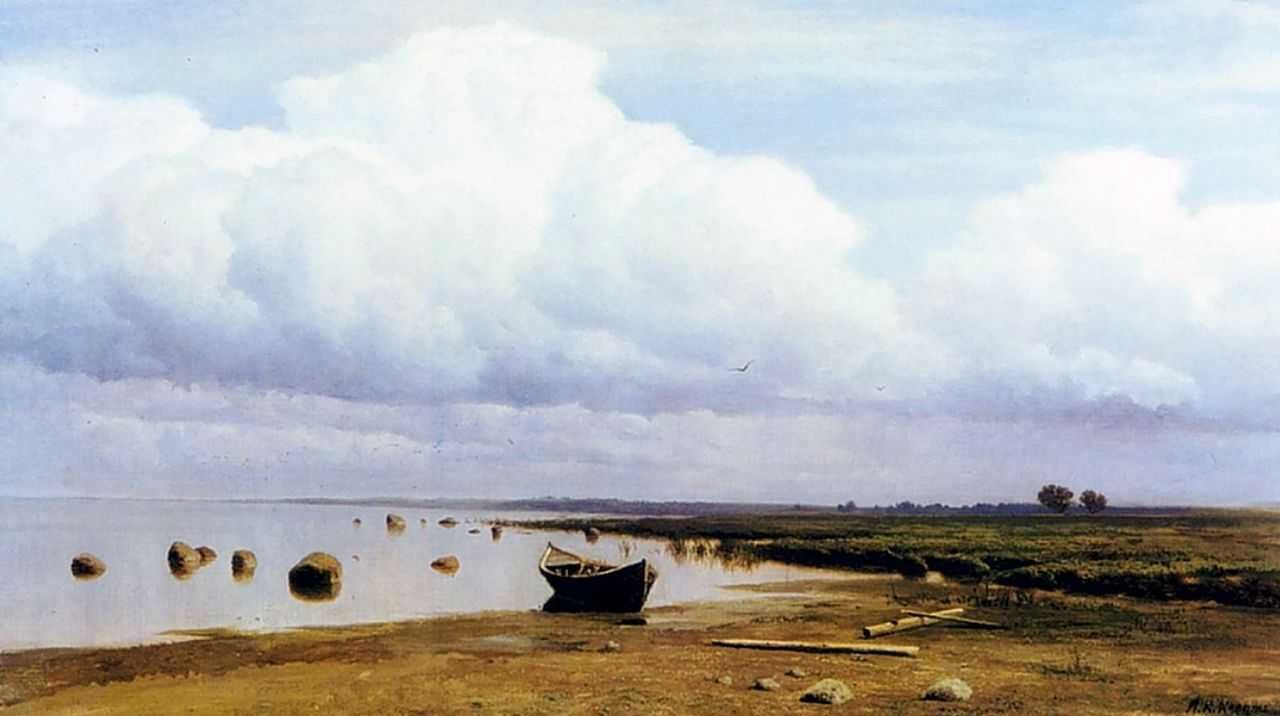
Kust aan de Finse Golf, ca 1870
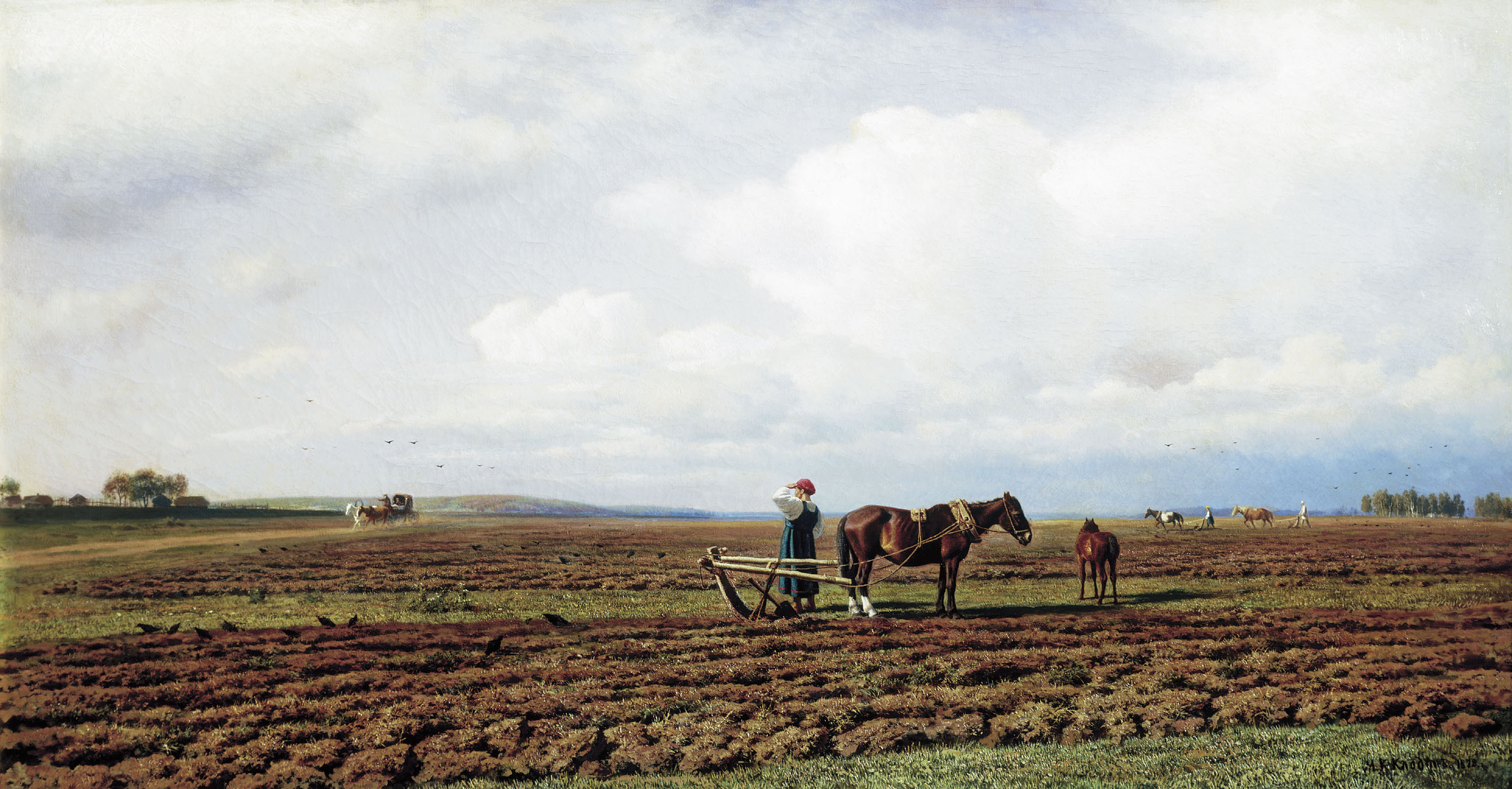
In het veld, 1872
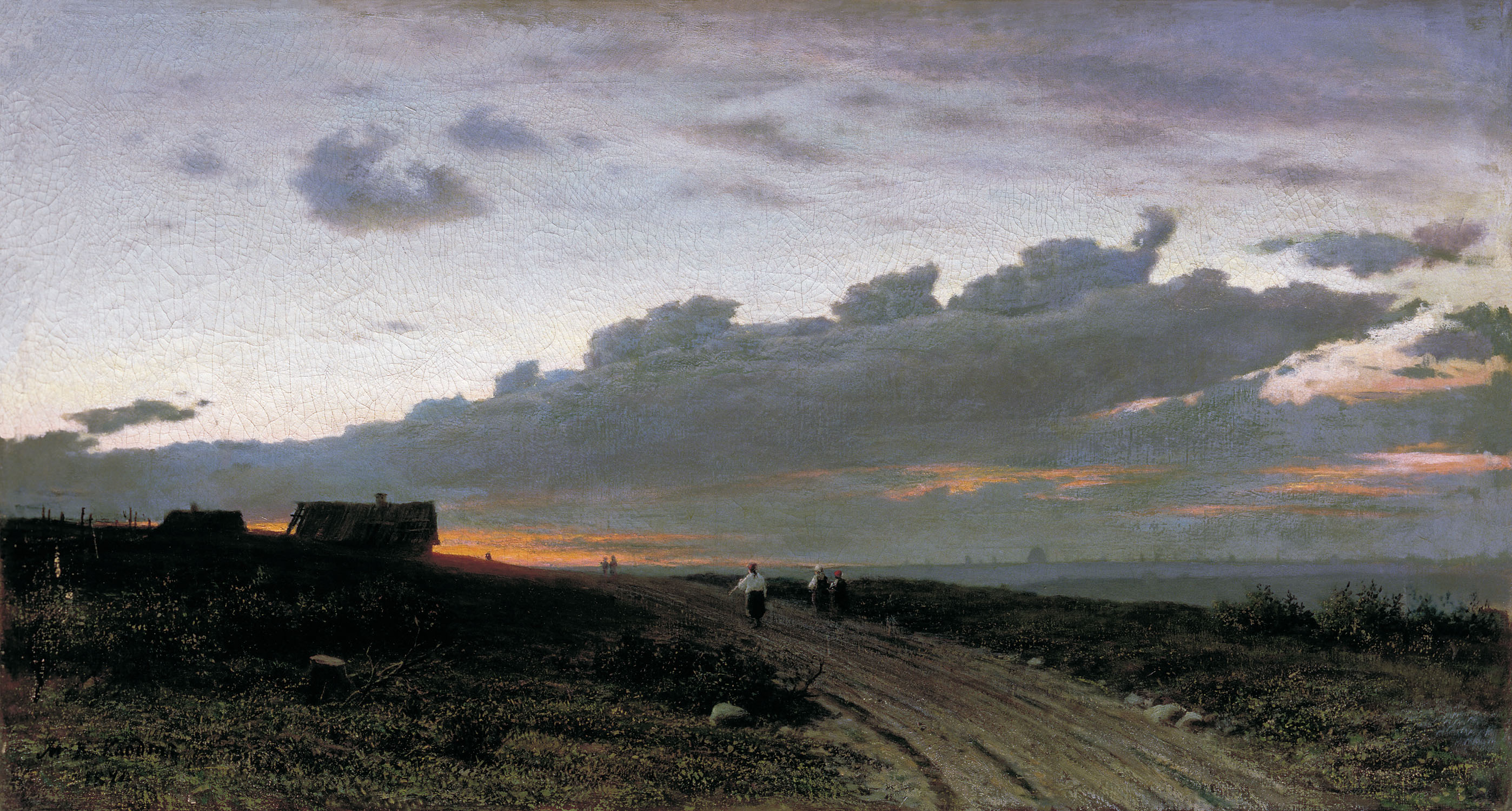
Avondgezicht in een dorp. Orjol, 1874
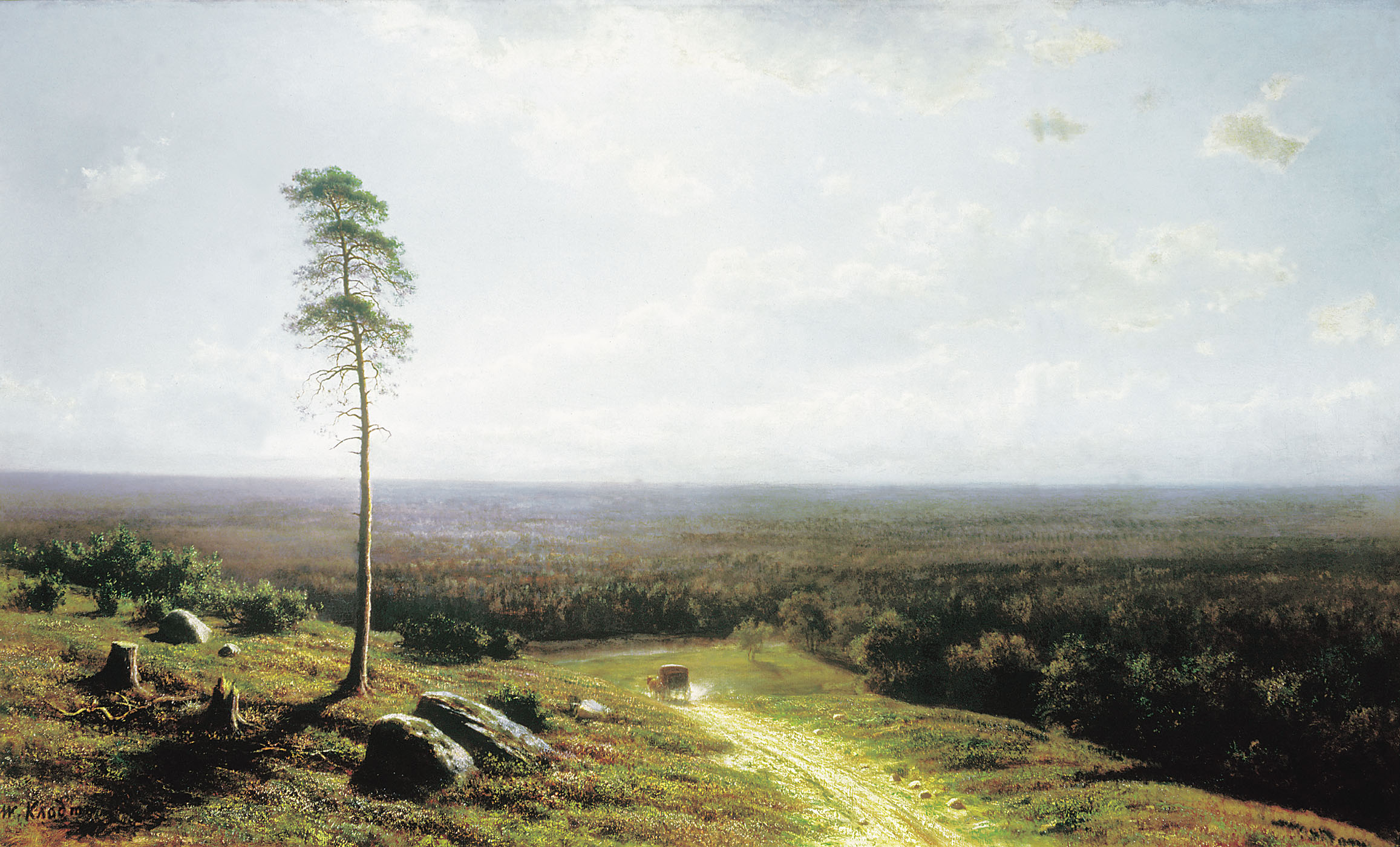
Boszicht in de middag, 1878
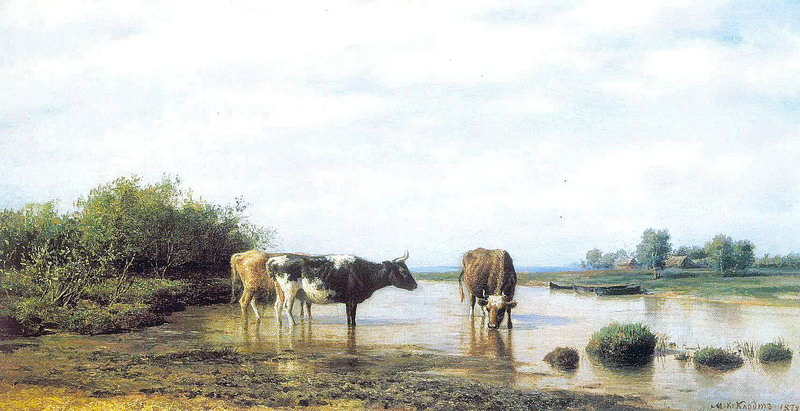
Koeien aan het water, 1879
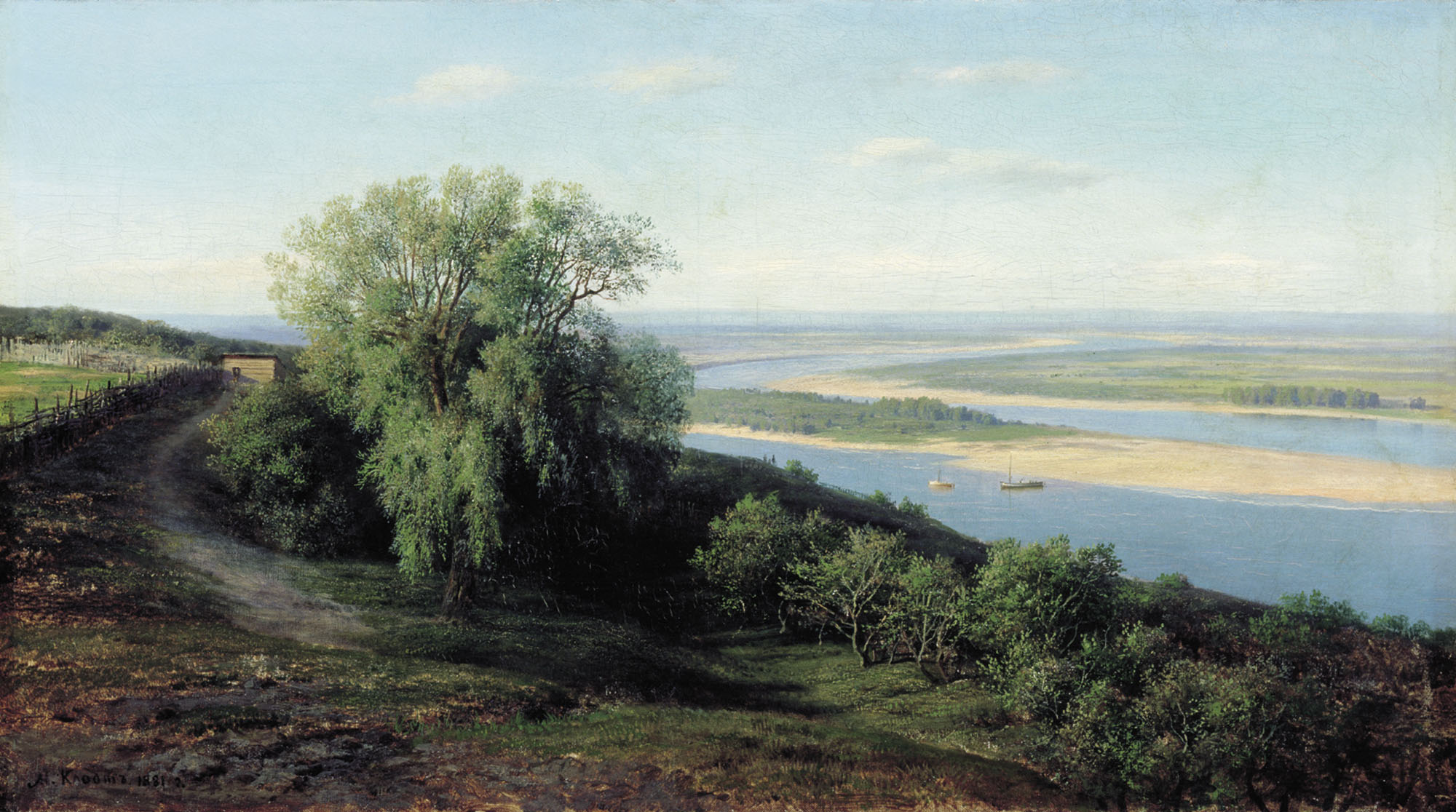
Wolga bij Simbirsk, 1881

## Noot
1. ↑  Namen schilderijen vrijelijk vertaald naar het Nederlands

- Gemeinsame Normdatei: 138913188
- International Standard Name Identifier: 0000 0001 1690 2883
- Library of Congress Control Number: n2010013818
- RKD-Nederlands Instituut voor Kunstgeschiedenis: 44863
- Union List of Artist Names: 500060657
- Virtual International Authority File: 95524230
- WorldCat: E39PBJfWYMhpMvcxGwR38DqxXd